# 美国同意年龄

美国同意年龄:
16岁
17岁
18岁

美国同意年龄，又称美国最低合法性行为年龄。在美国，每个州和地区都通过法规或适用普通法来设定同意年龄，并且有几个联邦法规与保护未成年人免受性侵犯有关。根据司法管辖区的不同，法定的同意年龄在16岁到18岁之间。
在一些地方，同一州的民法和刑法相互冲突。美国是联邦国家，由地方州法，各外地领土当地法律，以及联邦法各级法律规范保护未成年人的关于性交的相关法律。不过这当中并没有针对年龄或是性别上的限制。2003年6月26日，劳伦斯诉德克萨斯州案的因故，法院正式宣布美国性悖轨法无效。

## 州法
美国各州(包括华盛顿哥伦比亚特区)个别制定最低合法性交年龄。通常都在16、17、18岁之间。最常见的则是16岁。
- 最低合法性交年龄16岁：(31州) 阿拉巴马州，阿拉斯加州，阿肯色州，康涅狄格州，哥伦比亚特区，佐治亚，夏威夷，印第安纳州，爱荷华州，堪萨斯州，肯塔基州，缅因州，马里兰州，马萨诸塞州，密歇根州，明尼苏达州，密西西比州，蒙大拿，内布拉斯加，内华达，新罕布什尔，新泽西，北卡罗来纳，俄亥俄州，俄克拉荷马州，宾夕法尼亚州，罗得岛州，南卡罗来纳州，南达科他州，佛蒙特州，华盛顿州，西弗吉尼亚州。
- 最低合法性交年龄17岁：(8州): 科罗拉多，伊利诺伊州，路易斯安那州，密苏里州，新墨西哥州，纽约，德克萨斯州，怀俄明州。
- 最低合法性交年龄18岁：(11州): 亚利桑那州，加利福尼亚州，特拉华州，佛罗里达州，爱达荷州，北达科他州，俄勒冈州，田纳西州，犹他州，弗吉尼亚州，威斯康星州。

## 联邦法
根据美国军法120条规定，允许美国军队成员以及战俘，与16岁以上结婚，特别许可外则可以与12~15岁人结婚。

## 历史
目前美国各州规定的最低合法性交年龄在16~18岁之间，不过在过去相当不同。1880年，美国各州大部分的最低合法性交年龄在10岁到12岁之间，而德拉瓦州则是7岁。到19世纪晚期以及20世纪早期才开始渐渐提高年龄限制。一直到数十年前，美国许多州仍然将女性守贞视为重要存在，因此少女的性行为被视作犯罪。1998年，密西西比州成为最后一个将该条款删除的州。2005年起，美国各州开始启用洁西卡法案，针对未满12岁儿童性侵犯的刑期大幅延长(通常是至少25年的徒刑以及终身的电子监控)。